# Luige (Kiili)
Kuige – miasteczko w Estonii, w prowincji Harju, w gminie Kiili.